# Karmelitinnenkloster Moulins
Das Karmelitinnenkloster Moulins ist ein Kloster der Karmelitinnen in Moulins, Département Allier, im Bistum Moulins in Frankreich.

## Geschichte
Das Karmelitinnenkloster Riom (1618–1968) gründete 1628 in Moulins den Karmel Nativité de Notre-Seigneur. Von 1659 bis 1720 wurden in der Rue de Decize die Baulichkeiten errichtet. 1792 kam es durch die Französische Revolution zur Auflösung des Konvents. Elf Überlebende schlossen sich 1820 dem Karmelitinnenkloster Nevers (gegründet 1619) an. 1852 gründete der Karmel von Riom ein zweites Mal ein Kloster in Moulins, diesmal in der Rue de Paris Nr. 85. Von dort gingen drei Gründungen aus: Lille (1861) Lons-le-Saunier (1863, heute in Saint-Maur) und Saint-Germain-en-Laye (1863). Die 1869 fertiggestellte Kirche war der Unbefleckten Empfängnis geweiht. Von 1901 bis 1920 gingen die Schwestern ins Exil im Schloss Dussen in Altena in den Niederlanden. Seit 1929 steht der Konvent in Verbindung mit Klöstern in Vietnam.